# Iphigenella shablensis
Iphigenella shablensis is een vlokreeftensoort uit de familie van de Iphigenellidae. De wetenschappelijke naam van de soort is voor het eerst geldig gepubliceerd in 1943 door Carausu.